# Daniel Lindgren
Daniel Lindgren, född 15 maj 1986 i Varberg, är en svensk tidigare handbollsspelare (vänsternia/försvarare).
SM silver 2010 med HK Drott.
Bronsmedalj med Drammen HK i Norge 2011. 
SM guld 2013 med HK Drott.
SM guld 2015 med IFK Kristianstad. 
Tilldelad ”guldpipan” 2012-2013 samt 2014-2015. 
Lindgrens moderklubb är HK Varberg. Från denna klubb värvades han 2005, tillsammans med lagkamraten Tobias Bengtsson, till Elitserielaget HK Drott. Under sina fyra första säsonger i klubben hörde han till lagets främsta målskyttar och han vann den interna skytteligan säsongerna 2007/2008 och 2008/2009, med 142 respektive 145 mål.
Säsongen 2009/2010 gjorde han färre mål då en axelskada hindrade honom från att skjuta, men i gengäld utvecklades han till en nyckelspelare i försvaret. Denna säsong var Drotts mest framgångsrika under Lindgrens år i laget, då man tog sig till SM-final. Efter säsongen värvades han till norska Drammen HK.
Lindgren har spelat 3 U-landskamper.

## Klubbar
- HK Varberg (–2005)
- HK Drott (2005–2010)
- Drammen HK (2010–2011)
- HK Drott (2011–2013)
- IFK Kristianstad (2013–2015)
- HK Varberg (2015–2020)